# Edita Kubelskienė
Edita Kubelskienė (Edita Raudonytė de naixement) (1 de març de 1974) és una ciclista lituana que combinà la carretera amb el ciclisme en pista.

## Palmarès en pista
- 2009
  - Medalla de Plata als Campionats del món en Puntuació